# Partecipanti al Grand Prix Cycliste la Marseillaise 2025
Elenco dei partecipanti al Grand Prix Cycliste la Marseillaise 2025.
Il Grand Prix Cycliste la Marseillaise 2025 è stata la quarantaseiesima edizione della corsa. Alla competizione presero parte 21 squadre: 6 con licenza UCI World Tour 2025, 10 UCI ProTeam e 5 UCI Continental Team.
Accreditati alla partenza 144 ciclisti.

## Corridori per squadra
Nota: R ritirato, NP non partito, FT fuori tempo, SQ squalificato
| Groupama-FDJ               | Groupama-FDJ               | Groupama-FDJ               | Decathlon AG2R La Mondiale        | Decathlon AG2R La Mondiale        | Decathlon AG2R La Mondiale        | Arkéa-B&B Hotels       | Arkéa-B&B Hotels       | Arkéa-B&B Hotels       |
| -------------------------- | -------------------------- | -------------------------- | --------------------------------- | --------------------------------- | --------------------------------- | ---------------------- | ---------------------- | ---------------------- |
| N°                         | Ciclista                   | Clas.                      | N°                                | Ciclista                          | Clas.                             | N°                     | Ciclista               | Clas.                  |
| 1                          | Kevin Geniets              | 16°                        | 11                                | Oscar Chamberlain                 | 103°                              | 21                     | Amaury Capiot          | 44°                    |
| 2                          | Clément Braz Afonso        | 33°                        | 12                                | Dries De Bondt                    | 83°                               | 22                     | Élie Gesbert           | 114°                   |
| 3                          | Rémi Cavagna               | 106°                       | 13                                | Pierre Gautherat                  | 122°                              | 23                     | Anthony Delaplace      | 99°                    |
| 4                          | Thibaud Gruel              | 54°                        | 14                                | Rasmus S. Pedersen                | 111°                              | 24                     | Thibault Guernalec     | 85°                    |
| 5                          | Johan Jacobs               | 104°                       | 15                                | Gianluca Pollefliet               | FT                                | 25                     | Embret Svestad         | 29°                    |
| 6                          | Olivier Le Gac             | 87°                        | 16                                | Nicolas Prodhomme                 | 7°                                | 26                     | Pierre Thierry         | 124°                   |
| 7                          | Maxime Decomble            | 63°                        | 17                                | Paul Seixas                       | 5°                                | 27                     | Kévin Vauquelin        | 20°                    |
| Cofidis                    | Cofidis                    | Cofidis                    | Ineos Grenadiers                  | Ineos Grenadiers                  | Ineos Grenadiers                  | Alpecin-Deceuninck     | Alpecin-Deceuninck     | Alpecin-Deceuninck     |
| N°                         | Ciclista                   | Clas.                      | N°                                | Ciclista                          | Clas.                             | N°                     | Ciclista               | Clas.                  |
| 31                         | Damien Touzé               | 15°                        | 41                                | Omar Fraile                       | 36°                               | 51                     | Jimmy Janssens         | FT                     |
| 32                         | Valentin Ferron            | 1°                         | 42                                | Axel Laurance                     | 8°                                | 52                     | Timo Kielich           | 19°                    |
| 33                         | Clément Izquierdo          | 68°                        | 43                                | Victor Langellotti                | 22°                               | 53                     | Stan Van Tricht        | 96°                    |
| 34                         | Oliver Knight              | 78°                        | 44                                | Salvatore Puccio                  | 84°                               | 54                     | Luca Vergallito        | 30°                    |
| 35                         | Sam Maisonobe              | 43°                        | 45                                | Artem Shmidt                      | 69°                               | 55                     | Lennert Belmans        | 81°                    |
| 36                         | Anthony Perez              | 66°                        | 46                                | Joshua Tarling                    | 70°                               | 56                     | Louis Kitzki           | 121°                   |
| 37                         | Benjamin Thomas            | 38°                        | 47                                | Ben Turner                        | 21°                               | 57                     | Juri Hollmann          | 72°                    |
| TotalEnergies              | TotalEnergies              | TotalEnergies              | Unibet Tietema Rockets            | Unibet Tietema Rockets            | Unibet Tietema Rockets            | Burgos-Burpellet-BH    | Burgos-Burpellet-BH    | Burgos-Burpellet-BH    |
| N°                         | Ciclista                   | Clas.                      | N°                                | Ciclista                          | Clas.                             | N°                     | Ciclista               | Clas.                  |
| 61                         | Thomas Bonnet              | 94°                        | 71                                | Adrien Maire                      | 23°                               | 81                     | Merhawi Kudus          | R                      |
| 62                         | Alexys Brunel              | 39°                        | 72                                | Andreas Stokbro                   | 40°                               | 82                     | David Delgado          | 52°                    |
| 63                         | Alexandre Delettre         | 12°                        | 73                                | Axel Huens                        | 24°                               | 83                     | José Manuel Díaz       | 25°                    |
| 64                         | Rayan Boulahoite           | 76°                        | 74                                | Hartthijs de Vries                | 64°                               | 84                     | Ángel Fuentes          | 95°                    |
| 65                         | Sandy Dujardin             | 46°                        | 75                                | Lukáš Kubiš                       | 59°                               | 85                     | José Luis Faura        | 58°                    |
| 66                         | Pierre Latour              | 102°                       | 76                                | Killian Verschuren                | 37°                               | 86                     | Jambaljamts Sainbayar  | 17°                    |
| 67                         | Valentin Retailleau        | 98°                        | 77                                | Tomáš Kopecký                     | 112°                              | 87                     | Clément Alleno         | 45°                    |
| Caja Rural-Seguros RGA     | Caja Rural-Seguros RGA     | Caja Rural-Seguros RGA     | Equipo Kern Pharma                | Equipo Kern Pharma                | Equipo Kern Pharma                | Euskaltel-Euskadi      | Euskaltel-Euskadi      | Euskaltel-Euskadi      |
| N°                         | Ciclista                   | Clas.                      | N°                                | Ciclista                          | Clas.                             | N°                     | Ciclista               | Clas.                  |
| 91                         | Alex Diaz                  | 115°                       | 101                               | Francisco Galván                  | 3°                                | 111                    | Jokin Murguialday      | 67°                    |
| 92                         | Samuel Fernández G.        | 88°                        | 102                               | Unai Aznar                        | 108°                              | 112                    | Iker Mintegi           | 14°                    |
| 93                         | Jaume Guardeño             | 60°                        | 103                               | Pau Miquel                        | 9°                                | 113                    | Xabier Isasa           | 35°                    |
| 94                         | Joseba López               | 56°                        | 104                               | Mikel Retegi                      | 41°                               | 114                    | Louis Sutton           | 51°                    |
| 95                         | Alex Molenaar              | 10°                        | 105                               | Antonio Jesús Soto                | 107°                              | 115                    | Paul Hennequin         | 125°                   |
| 96                         | Francisco Peñuela          | 82°                        | 106                               | Haimar Etxeberria                 | R                                 | 116                    | Gotzon Martín          | 6°                     |
| 97                         | Eduard Prades              | 4°                         |                                   |                                   |                                   |                        |                        |                        |
| Lotto                      | Lotto                      | Lotto                      | Team Flanders-Baloise             | Team Flanders-Baloise             | Team Flanders-Baloise             | Wagner Bazin WB        | Wagner Bazin WB        | Wagner Bazin WB        |
| N°                         | Ciclista                   | Clas.                      | N°                                | Ciclista                          | Clas.                             | N°                     | Ciclista               | Clas.                  |
| 121                        | Jarrad Drizners            | 57°                        | 131                               | Alex Colman                       | 49°                               | 141                    | Jocelyn Baguelin       | 50°                    |
| 122                        | Joshua Giddings            | R                          | 132                               | Jonas Geens                       | 101°                              | 142                    | Luca De Meester        | R                      |
| 123                        | Sébastien Grignard         | 77°                        | 133                               | Elias Maris                       | 89°                               | 143                    | Michiel Lambrecht      | 75°                    |
| 124                        | Lionel Taminiaux           | 118°                       | 134                               | Vincent Van Hemelen               | 2°                                | 144                    | Victor Papon           | 116°                   |
| 125                        | Baptiste Veistroffer       | 71°                        | 135                               | Dylan Vandenstorme                | 48°                               | 145                    | Marco Tizza            | 11°                    |
| 126                        | Jonas Gregaard             | 42°                        | 136                               | Ward Vanhoof                      | 47°                               | 146                    | Axandre Van Petegem    | 92°                    |
|                            |                            |                            | 137                               | Victor Vercouillie                | 113°                              | 147                    | Jelle Vermoote         | 132°                   |
| Solution Tech Vini Fantini | Solution Tech Vini Fantini | Solution Tech Vini Fantini | St Michel-Preference Home-Auber93 | St Michel-Preference Home-Auber93 | St Michel-Preference Home-Auber93 | CIC U Nantes           | CIC U Nantes           | CIC U Nantes           |
| N°                         | Ciclista                   | Clas.                      | N°                                | Ciclista                          | Clas.                             | N°                     | Ciclista               | Clas.                  |
| 151                        | Davide Baldaccini          | 93°                        | 161                               | Lucas Beneteau                    | 26°                               | 171                    | Ronan Augé             | 117°                   |
| 152                        | Alexandre Balmer           | 28°                        | 162                               | Nicolas Breuillard                | 13°                               | 172                    | Joris Chaussinand      | 53°                    |
| 153                        | Lorenzo Quartucci          | 18°                        | 163                               | Thomas Champion                   | 32°                               | 173                    | Corentin Devroute      | 131°                   |
| 154                        | Felix Meo                  | 105°                       | 164                               | Théo Delacroix                    | 61°                               | 174                    | Maël Guégan            | 97°                    |
| 155                        | Andrea Piras               | 80°                        | 165                               | Alan Riou                         | 110°                              | 175                    | Matisse Julien         | 127°                   |
| 156                        | Tommaso Nencini            | R                          | 166                               | Yohann Simon                      | 62°                               | 176                    | Lenaïc Langella        | 74°                    |
| 157                        | Kristian Sbaragli          | 79°                        | 167                               | Morné Van Niekerk                 | 128°                              | 177                    | Axel Mariault          | 120°                   |
| Van Rysel-Roubaix          | Van Rysel-Roubaix          | Van Rysel-Roubaix          | Nice Métropole Côte d'Azur        | Nice Métropole Côte d'Azur        | Nice Métropole Côte d'Azur        | Beltrami TSA Tre Colli | Beltrami TSA Tre Colli | Beltrami TSA Tre Colli |
| N°                         | Ciclista                   | Clas.                      | N°                                | Ciclista                          | Clas.                             | N°                     | Ciclista               | Clas.                  |
| 181                        | Baptiste Planckaert        | 55°                        | 191                               | Melvin Crommelinck                | R                                 | 201                    | Leonardo Rossi         | 130°                   |
| 182                        | Killian Théot              | 119°                       | 192                               | Damien Girard                     | 123°                              | 202                    | Andrea Biancalani      | 109°                   |
| 183                        | Rémi Capron                | 31°                        | 193                               | Jaakko Hänninen                   | 34°                               | 203                    | Gabriel Fede           | 90°                    |
| 184                        | Célestin Guillon           | 73°                        | 194                               | Alexander Konijn                  | 126°                              | 204                    | Giacomo Tagliavini     | R                      |
| 185                        | Maxime Jarnet              | 86°                        | 195                               | Dylan Massa                       | R                                 | 205                    | Tomasso Anastasia      | 91°                    |
| 186                        | Maximilien Juillard        | 129°                       | 196                               | Andrea Mifsud                     | 65°                               | 206                    | Raffaele Tela          | R                      |
| 187                        | Kenny Molly                | 27°                        | 197                               | Axel Zuccarelli                   | 100°                              | 207                    | Frederik Lykke         | R                      |